# Babá eletrônica

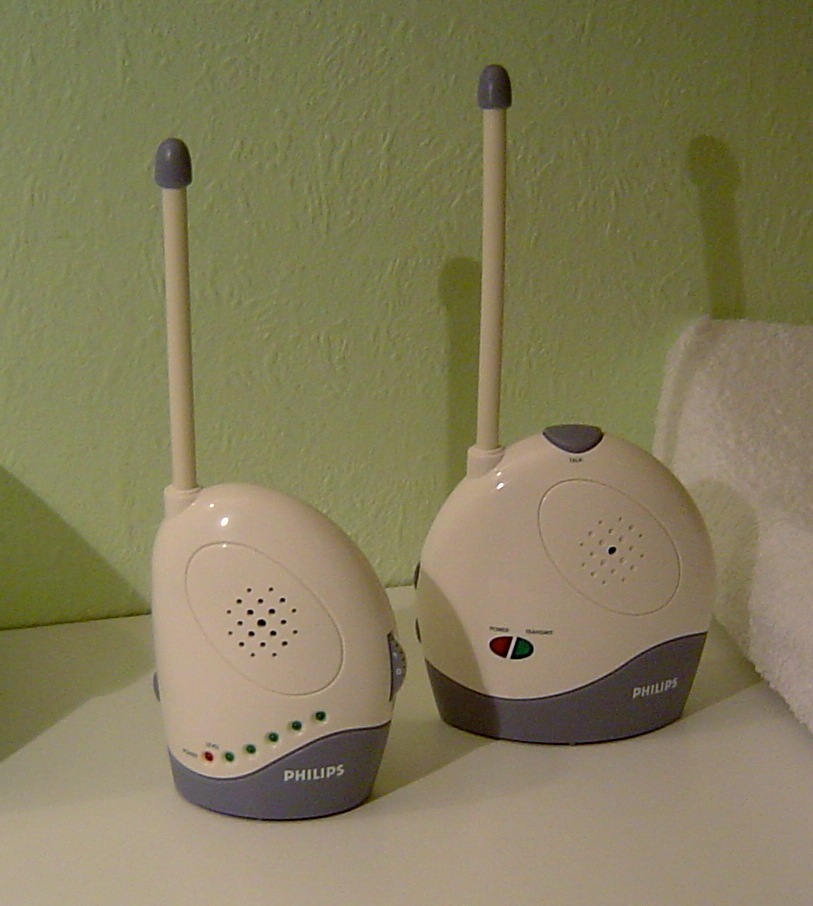
Monitor de áudio para bebês

Um monitor de bebê, também conhecido como babá eletrônica, é um sistema de rádio usado para ouvir remotamente os sons emitidos por uma criança. Consiste em uma unidade transmissora, equipada com um microfone, colocada próximo à criança. Ele transmite os sons por ondas de rádio para uma unidade receptora com um alto-falante carregado pela pessoa que cuida do bebê ou próximo a ela. Alguns fornecem comunicação bidirecional que permite que os pais respondam ao bebê (respondência dos pais), que música seja tocada para a criança e alguns têm câmeras de vídeo acopladas.
Um dos principais usos dos monitores para bebês é permitir que os usuários ouçam quando um bebê acorda, mesmo estando fora da distância auditiva imediata do bebê. Embora comumente usados, não há evidências de que esses monitores impeçam síndrome de morte súbita infantil e muitos médicos acreditam que eles proporcionam uma falsa sensação de segurança.
A primeira babá eletrônica foi a Zenith Radio Nurse em 1937. Este produto Zenith Radio foi desenvolvido por Eugene F. McDonald e projetado pelo escultor e designer de produto nipo-americano Isamu Noguchi.
Uma questão é que sinais das babás eletrônicas podem ser recebidos por terceiros, apresentando problemas de privacidade.